# Мошчена
Мошчена (на украински: „Мощена“) е село в Украйна, Ковелски район на Волинска област.
Населението наброява 581 жители. Орган на местното самоуправление е Мошченската селска рада (Мошченски селски съвет). Селището е основано през 1543 г.

## География
Селото разположено е на 9 км от районния център град Ковел.